# Глоттализация
Глоттализа́ция обозначает форму артикуляции, при которой звуки образуются одновременным сужением или закрытием голосовой щели.
Если глоттализация осуществляется сужением, а не полным закрытием голосовой щели, то это сказывается на низкочастотных, нерегулярных колебаниях голосовой складки, проявляющихся в языке в виде «скрипучего голоса». Некоторые фонетисты в связи с этим делают различие между глоттализацией и созданием глоттальных (смычных) согласных, причём, такое различие подчиняется субъективным критериям.
Постоянная глоттализация в начальном гласном звуке является фонетическим признаком в некоторых языках. В русском языке это явление отсутствует, но в немецком она относится ко вторичной артикуляции, то есть сопровождает артикуляцию звуков, например, смычных согласных.
Смычка голосовой щели важна при образовании абруптивов.